# Guazzolo
Guazzolo è una frazione del comune di Castelletto Merli in provincia di Alessandria.

## Geografia fisica

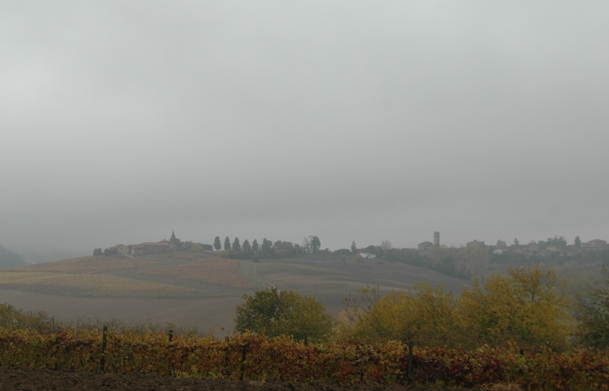
Il paesaggio surreale di Guazzolo

La frazione di Guazzolo è la borgata principale del Comune di Castelletto Merli, da cui dista 1,72 km, ed è situata nell'area collinare del Monferrato fra le città di Asti e Casale Monferrato, nella provincia di Alessandria, sul confine con la provincia di Asti. Approssimativamente conta circa 150 abitanti (2011) e la sua economia è principalmente a vocazione agricola, vitivinicola, artigiana e turistico-ricettiva.

## Storia
La borgata di Guazzolo ha origini antiche. Nel 1184 viene citata in un atto di papa Lucio III nel quale venivano confermati i privilegi della Chaise Dieu, proprio a Guazzolo. In epoca medioevale dipese dal Monastero di Rocca delle Donne di Camino. Il toponimo deriverebbe dal longobardo e starebbe ad indicare un piccolo bosco o riserva.   Incorporata al Comune di Castelletto Merli, Guazzolo ebbe sempre Parrocchia autonoma e fu abitata negli scorsi secoli da importanti famiglie monferrine come ad esempio i Sala Spada o i Cassone-Dell'Aglio.

## Architettura

### Complesso della  Masone

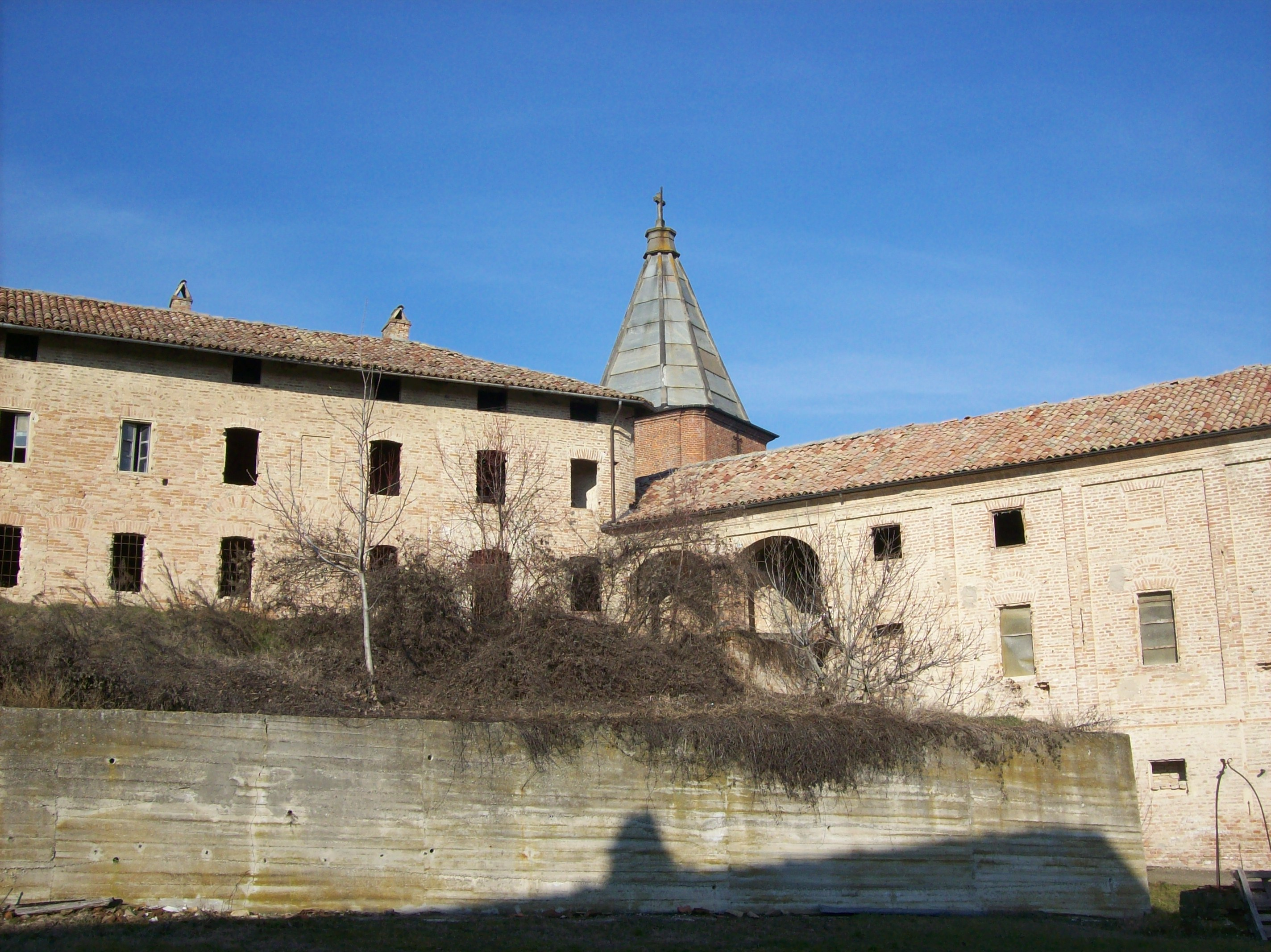
Il complesso Masone

Antica grangia di proprietà religiosa (le prime notizie risalgono intorno all'anno mille), fu convento sotto il controllo del Monastero di Rocca delle Donne di Camino, poi soppresso nel 1802 da Napoleone Bonaparte, quindi acquisito dalla potente famiglia Magnocavalli e, in seguito dalla famiglia Cassone-Dell'Aglio. Quest'ultima, grazie alla vicinanza dei suoi esponenti con il Conte Cavour e con il re Vittorio Emanuele II e grazie alla parentela con Rosa Vercellana (in lingua locale spesso soprannominata "Bela Rusin"), moglie morganatica del primo sovrano del Regno d'Italia e originaria del Monferrato (il padre era originario di Moncalvo), da Castelletto Merli intraprese un'ascesa che la portò a fianco della Real Corte nella gestione degli affari dello Stato Italiano. Gli stessi Cavour e Vittorio Emanuele II furono ospiti a Guazzolo presso la cascina della Vercellana. Pietro Ignazio Cassone fu impegnato nello sviluppo delle ferrovie in Puglia mentre Pacifico Dell'Aglio, marito della figlia di Pietro Ignazio, Enrichetta Cassone divenne segretario regio. I Cassone - Dell'Aglio fecero costruire a fine Ottocento un monumentale sepolcro fra la stessa Tenuta della Masone e il retrostante cimitero di Guazzolo, con una scalinata imponente e una Cappella decorata con mosaico in stile Liberty.

### Ex asilo infantile Poggio-Querce-Rossi (in via Teresa Poggio)
Pregevole edificio settecentesco, già proprietà nobiliare dove soggiornò, con ogni probabilità il viaggiatore Carlo Fabrizio Vidua, poi trasformato in asilo infantile e ora in abitazione privata.   Altri palazzi furono abitati dalle famiglie nobili e benestanti del posto quali, oltre ai Cassone e Poggio-Querce-Rossi, Vercellana e Gaspardone.

### Architetture religiose

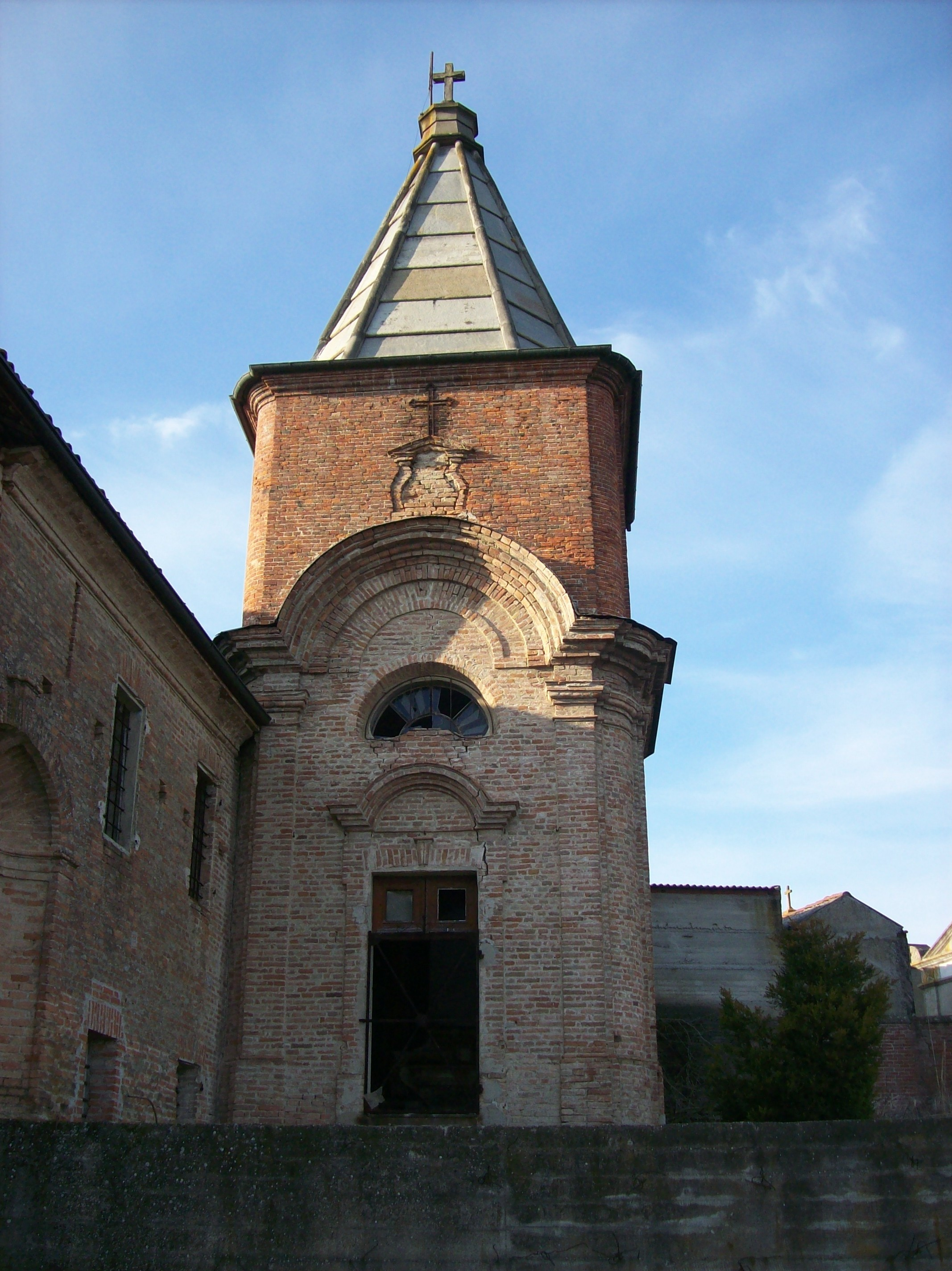
Cappella cimiteriale, esempio di barocco piemontese attribuita all'architetto Magnocavallo

#### Chiesa parrocchiale del Santissimo Nome di Maria

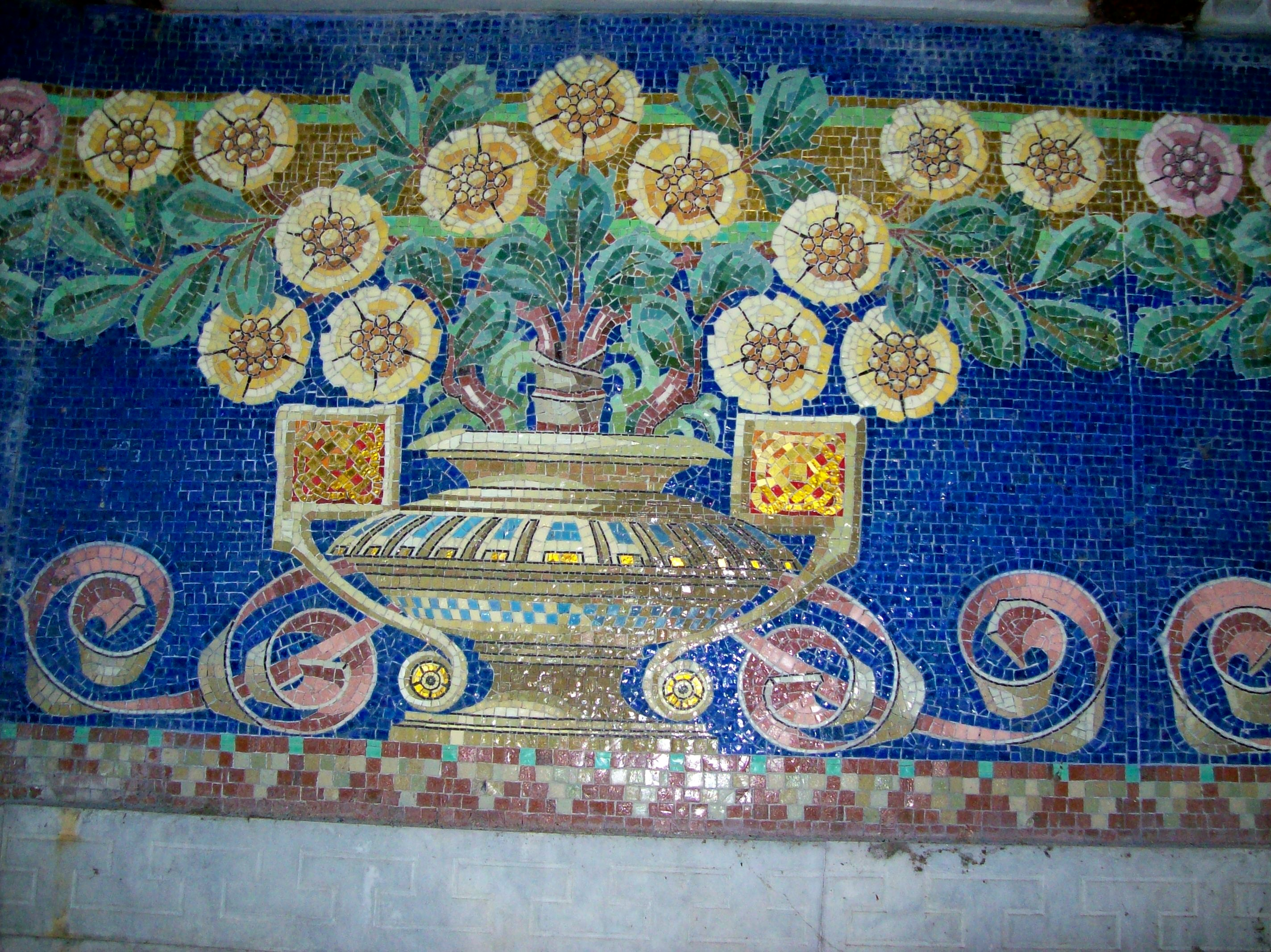
Sepolcro famiglia Cassone, particolare del mosaico in stile liberty

Eretta nel 1517, fu ricostruita a metà Ottocento e contiene pregevoli affreschi e tele di scuola del pittore Guglielmo Caccia, della vicina Moncalvo. Presenti nella chiesa anche alcune vetrate donate dalla famiglia Cassone-Dell'Aglio e dagli eredi. Sono presenti inoltre vistosi capitelli, sul soffitto vi è la raffigurazione degli Evangelisti e della storia di San Vincenzo. Il campanile risulta pendente di 48 cm ma nessuno si è mai preoccupato di tale inclinazione.

#### Chiesa di San Vincenzo
Antica chiesa cimiteriale, ora in disuso, fu luogo di sepoltura del Conte Onorio Gaspardone  e della Contessa Irene Beggiami, nobili abitanti di Guazzolo. La Contessa Beggiami morì di parto nel 1760.

## Letteratura moderna e leggende
Il paese di Guazzolo e in particolare la misteriosa morte di alcuni membri della famiglia Cassone-Dell'Aglio hanno ispirato il romanzo "In nome della Croce" (Claudio Galletto) che intreccia storie e personaggi veri vissuti e transitati in questo luogo.
Trae inoltre ispirazione dalle leggende locali il romanzo “L'Oracolo - Le risposte per il tuo futuro” narrante l'oracolo tramandato oralmente all'interno di una famiglia di sensitive che si dice essere vissuta proprio a Guazzolo.

## Infrastrutture e trasporti
La fermata di Guazzolo, soppressa nel 2003, sorgeva lungo la ferrovia Castagnole-Asti-Mortara, il cui traffico è sospeso dal 2012.